# Drużynowe mistrzostwa małych państw Europy w szachach
Drużynowe mistrzostwa małych państw Europy, oficj. ESNA Team Championship – drużynowe rozgrywki szachowe, organizowane przez European Small Nations Association (ESNA), prowadzone co dwa lata. Po raz pierwszy rozegrane w 2009 roku.

## Historia
Początki turnieju sięgają 1993 roku, kiedy to po raz pierwszy zorganizowano szachowy turniej małych narodów. Ogółem odbyły się trzy takie edycje (1993, 1995, 1997). Ich organizatorem było monakijskie Stowarzyszenie Szachowe Maxa Euwe, a finansowo wspierał je Joop van Oosterom. Poza małymi państwami europejskimi w rozgrywkach uczestniczyły takie kraje jak Aruba i Seszele. Zwycięzcami były drużyny San Marino, Liechtensteinu i Andory. Po 1997 roku Sanmaryński Związek Szachowy podjął próby wskrzeszenia mistrzostw małych państw Europy. Pierwszy taki turniej odbył się w 2009 roku w Andorze.

## Format rozgrywek
Turniej jest rozgrywany systemem kołowym. Na pierwsze 40 posunięć zawodnicy mają 90 minut czasu, a na pozostałą część partii 30 minut. Przysługuje również bonifikata 15 sekund za każdy ruch. W turnieju uczestniczy dziesięć krajów: Liechtenstein, Jersey, Wyspy Owcze, Guernsey, Malta, San Marino, Andora, Luksemburg, Cypr i Monako.

## Zwycięzcy
| Rok  | Gospodarz   |             |             |             |
| ---- | ----------- | ----------- | ----------- | ----------- |
| 2009 | Andora      | Wyspy Owcze | Andora      | Luksemburg  |
| 2011 | Wyspy Owcze | Luksemburg  | Wyspy Owcze | Monako      |
| 2013 | Monako      | Wyspy Owcze | Andora      | Monako      |
| 2015 | Guernsey    | Luksemburg  | Monako      | Wyspy Owcze |
| 2017 | Andora      | Wyspy Owcze | Monako      | Andora      |
| 2019 | San Marino  | Andora      | Monako      | Wyspy Owcze |